# ۸۱۰ آتوسا

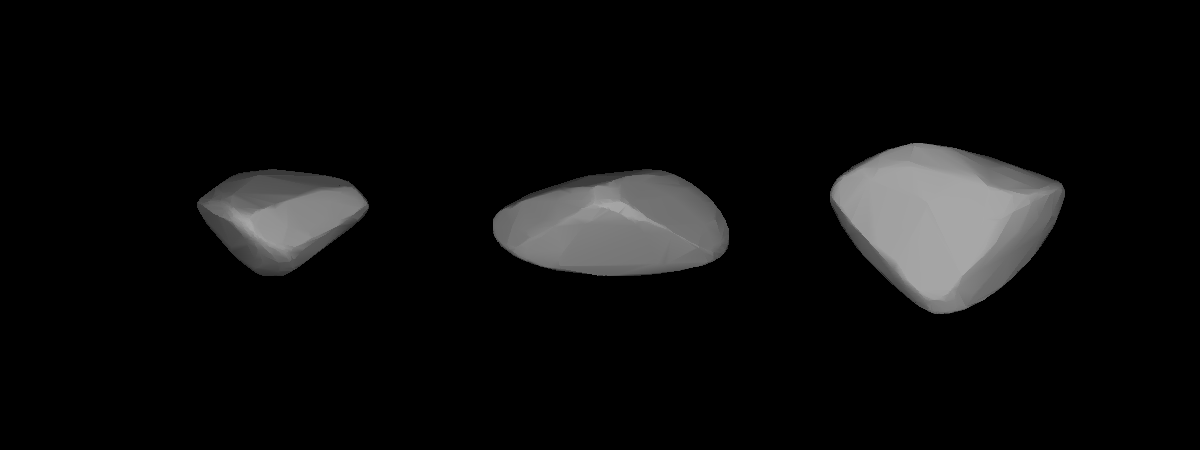
مدل سه‌بُعدی سیارک ۸۱۰ آتوسا بر اساس منحنی نور آن

سیارک ۸۱۰ آتوسا (به انگلیسی: 810 Atossa، نامگذاری:1915XQ) هشتصد و دهمین سیارک کشف شده‌است که در ۸ سپتامبر ۱۹۱۵ و در هایدلبرگ کشف شد.
قدر مطلق سیارک برابر ۱۲٫۷۰ است.
این سیارک به نام آتوسا شهبانوی هخامنشی نام‌گذاری شده‌است.